# راش ويمبرلي
راش ويمبرلي هو قاضي ومحامي وسياسي أمريكي، ولد في 30 ديسمبر 1873 في أركاديا (لويزيانا) في الولايات المتحدة، وتوفي بنفس المكان في 11 مارس 1943. نشط حزبياً في الحزب الديمقراطي. وقد انتخب عضو مجلس ولاية لويزيانا ‏ وانتخب عضو مجلس نواب لويزيانا ‏.